# 関ジャニ∞リサイタル 真夏の俺らは罪なヤツ
『関ジャニ∞リサイタル 真夏の俺らは罪なヤツ』（かんジャニエイトリサイタル まなつのおれらはつみなヤツ）は、2016年7月30日から同年9月28日にかけて開催された関ジャニ∞のライブイベントツアー。2016年11月16日にINFINITY RECORDSから15枚目のライブDVD/Blu-rayとして発売された。

## 概要
- 前作『関ジャニ∞の元気が出るLIVE!!』から約5か月でのリリース。
- 本作はDVD盤、Blu-ray盤の2形態でリリース。
- 2016年7月30日から9月28日まで開催されたアリーナツアー『関ジャニ∞リサイタル 真夏の俺らは罪なヤツ』から2016年9月3日の沖縄・沖縄コンベンションセンター公演を収録。
- DVD盤の特典DVDには、リサイタルの最中に丸山隆平・編集長が各メンバーと敢行したスペシャルフォトブック用フォトセッションの浦賀で、同時に進められていたプロジェクトの全貌を収録した「丸山編集長監修!!「FFPP」プロジェクト〜真夏の丸は罪なヤツ〜」を収録。
- Blu-ray盤の特典Blu-rayには、「罪と夏」「バッキバキ体操 第一」「愛でした。」「無限大」のマルチアングルと、各会場のバラエティ番組『関ジャニ∞クロニクル』とのコラボ企画「いきなりドッジ」とコラボ映像「バキ熱大陸」との全バージョンを収録。
- DVD盤の初回プレス盤は、丸山編集長総監修スペシャルフォトブック同梱クリアパッケージ仕様となっている。
- Blu-ray盤の初回プレス盤は、リサイタルスペシャルフォトブック同梱クリアパッケージ仕様となっている。

## 公演日程
| 年     | 月  | 日   | 開演時間 | 会場                                 |
| ------ | --- | ---- | -------- | ------------------------------------ |
| 2016年 | 7月 | 30日 | 18:00    | 幕張メッセ イベントホール（千葉県）  |
| 2016年 | 7月 | 31日 | 13:00    | 幕張メッセ イベントホール（千葉県）  |
| 2016年 | 7月 | 31日 | 17:00    | 幕張メッセ イベントホール（千葉県）  |
| 2016年 | 8月 | 13日 | 18:00    | さいたまスーパーアリーナ（埼玉県）   |
| 2016年 | 8月 | 14日 | 14:00    | さいたまスーパーアリーナ（埼玉県）   |
| 2016年 | 8月 | 14日 | 18:30    | さいたまスーパーアリーナ（埼玉県）   |
| 2016年 | 8月 | 20日 | 18:00    | 和歌山ビッグホエール（和歌山県）     |
| 2016年 | 8月 | 21日 | 13:00    | 和歌山ビッグホエール（和歌山県）     |
| 2016年 | 8月 | 21日 | 17:00    | 和歌山ビッグホエール（和歌山県）     |
| 2016年 | 8月 | 25日 | 19:00    | 日本ガイシホール（愛知県）           |
| 2016年 | 8月 | 26日 | 14:00    | 日本ガイシホール（愛知県）           |
| 2016年 | 8月 | 26日 | 18:00    | 日本ガイシホール（愛知県）           |
| 2016年 | 9月 | 3日  | 18:00    | 沖縄コンベンションセンター（沖縄県） |
| 2016年 | 9月 | 4日  | 13:00    | 沖縄コンベンションセンター（沖縄県） |
| 2016年 | 9月 | 4日  | 17:00    | 沖縄コンベンションセンター（沖縄県） |
| 2016年 | 9月 | 16日 | 18:00    | アスティとくしま（徳島県）           |
| 2016年 | 9月 | 17日 | 18:00    | アスティとくしま（徳島県）           |
| 2016年 | 9月 | 18日 | 14:00    | アスティとくしま（徳島県）           |
| 2016年 | 9月 | 27日 | 18:00    | 朱鷺メッセ（新潟県）                 |
| 2016年 | 9月 | 28日 | 13:00    | 朱鷺メッセ（新潟県）                 |
| 2016年 | 9月 | 28日 | 18:00    | 朱鷺メッセ（新潟県）                 |

## 販売形態
- 発売日：2016年11月16日
  - DVD盤（JABA-5240~5242：3DVD）
    - クリアパッケージ仕様（初回プレス盤のみ）
    - 丸山編集長総監修スペシャルフォトブック（B5サイズ、32P）封入（初回プレス盤のみ）

  - Blu-ray盤（JAXA-5034~5035：2Blu-ray）
    - クリアパッケージ仕様（初回プレス盤のみ）
    - リサイタルスペシャルフォトブック（B5サイズ、32P）封入（初回プレス盤のみ）
    - 5.1chサラウンド収録

## 収録内容

### 本編映像（セットリスト）
※各DVD盤は、Disc 1にM-1~6.8、Disc 2に『関ジャニ∞クロニクル』コラボ企画以降を収録。
1. エイトエイター Oh!

〜宣誓〜
1. 罪と夏
2. 一秒 KISS
3. キング オブ 男!
4. Dear Summer様!!
5. ＜ジャニーズメドレー＞
  1. BANG! BANG! バカンス!
  2. SUMMER TIME
  3. Ho! サマー / 村上信五・安田章大
  4. ジェットコースター・ロマンス / 横山裕・大倉忠義
  5. 湾岸スキーヤー / 横山裕・渋谷すばる・丸山隆平・安田章大・錦戸亮・大倉忠義
  6. Dye D?
  7. 夜空ノムコウ / 渋谷すばる・丸山隆平・錦戸亮
  8. 台風ジェネレーション

＜関ジャニ∞クロニクル いきなり!!リサイタルSP＞
- いきなりドッジ
- イケメンカメラ目線リサイタル
- バキ熱大陸

1. バッキバキ体操 第一

＜MC＞
1. パノラマ
2. 噂のオトコマエイト!
3. 前向きスクリーム!
4. Your WURLTIZER
5. Do you agree?
6. 愛でした。

＜アンコール＞
1. 無限大

＜エンドロール＞
- 罪と夏 "リサイタル" Remix

### 特典映像

#### DVD盤
| #         | タイトル                                                        | 作詞  | 作曲・編曲 | 時間  |
| --------- | --------------------------------------------------------------- | ----- | ---------- | ----- |
| 1.        | 「丸山編集長監修!!「FFPP」プロジェクト 〜真夏の丸は罪なヤツ〜」 |       |            | 57:53 |
| 合計時間: | 合計時間:                                                       | 57:53 |            |       |

#### Blu-ray盤
| #         | タイトル                | 作詞  | 作曲・編曲 | 時間 |
| --------- | ----------------------- | ----- | ---------- | ---- |
| 1.        | 「罪と夏」              |       |            | 6:14 |
| 2.        | 「バッキバキ体操 第一」 |       |            | 7:02 |
| 3.        | 「愛でした。」          |       |            | 6:30 |
| 4.        | 「無限大」              |       |            | 6:08 |
| 合計時間: | 合計時間:               | 25:54 |            |      |

| #         | タイトル           | 作詞  | 作曲・編曲 | 時間  |
| --------- | ------------------ | ----- | ---------- | ----- |
| 1.        | 「いきなりドッジ」 |       |            | 78:09 |
| 2.        | 「バキ熱大陸」     |       |            | 14:24 |
| 合計時間: | 合計時間:          | 92:33 |            |       |